# 羅針儀海図

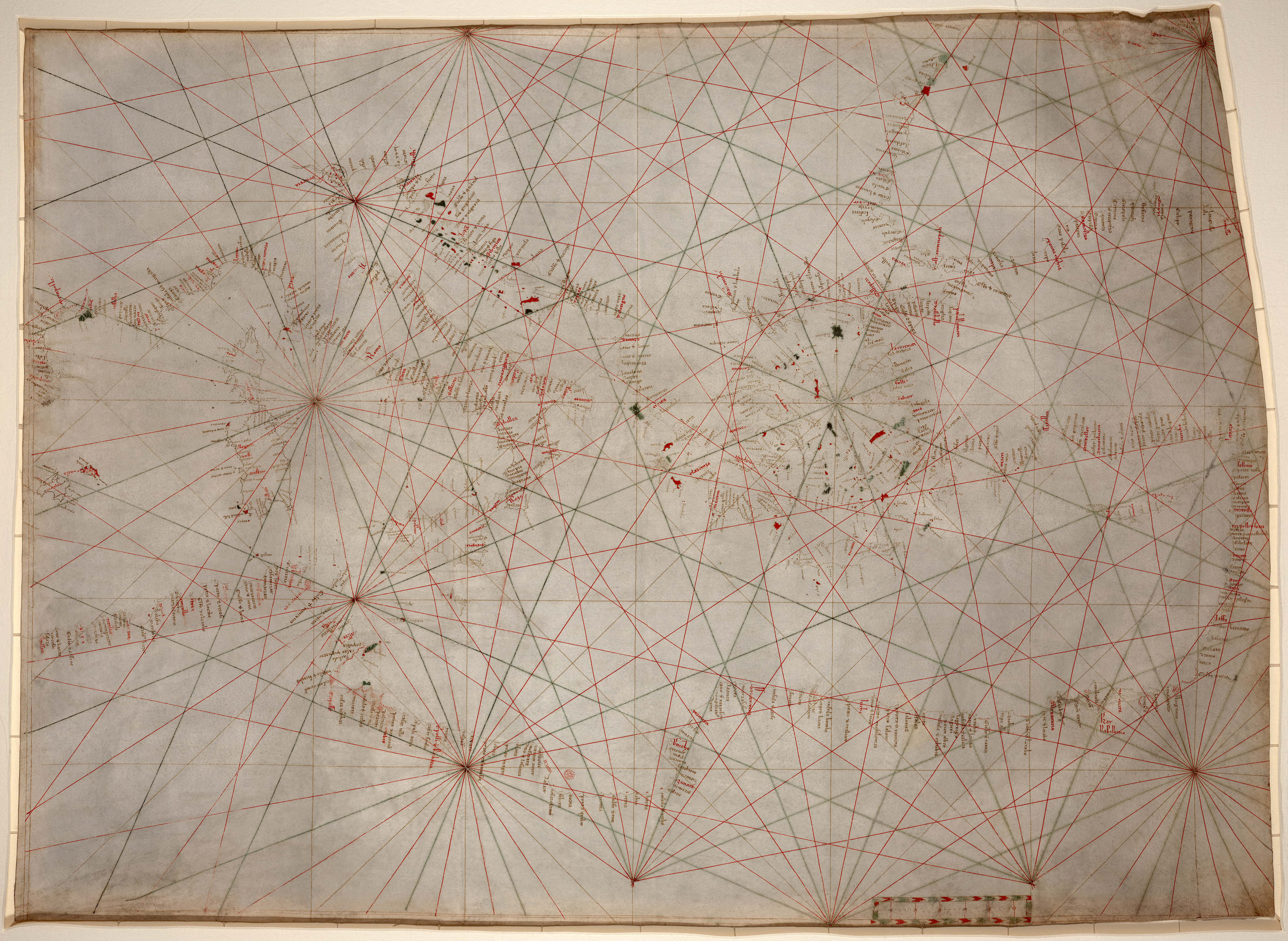
アメリカ議会図書館にある最古の地図。地中海の羅針儀海図。14世紀前半末ごろのもの

羅針儀海図（らしんぎかいず、西: Portulano、葡: Portulano、蘭: Portolaan、伊: Portolano、英: Portolan chart）は、港や海岸線を写実的に描いた航海用の地図。1300年代、イタリア、スペイン、ポルトガルで製作されたのが始まりである。大航海時代にはスペインやポルトガルがこれらを国の秘密とし、大西洋やインド洋の海岸線を描いたものは後発のイングランドやオランダにとっては計り知れない価値があった。portlanとはイタリア語の形容詞 portolano に由来し、「港と関連する」という意味である。

## 内容と主題
もともとは、中世ヨーロッパ人が地中海や黒海を帆走した経験をもとに大まかな海図を作ったもので、その後大西洋やインド洋についても海岸線の地図が作られていった。大航海時代初期には主にイベリア半島で、アフリカ、ブラジル、インド、さらにはマラッカ海峡を越えて日本まで海図に描かれるようになっていた。この知識はイギリスやオランダが遅れて航海に乗り出す際に重要な役割を果たした。羊皮紙に描かれることが多く、海岸線の特徴と港が描かれている。当時の船は今よりも小さく、嵐の際には港がなければ入り江などに避難することがあり、また砂浜に引き上げて修理することもあったため、海岸線についての情報は重要だった。従って航海者にとっては港だけでなく入り江や砂浜が特に重要だった。
多くの羅針儀海図には放射状の直線が描かれているが、これはその交点における32方位を表している。後の海図や地図に見られる羅針図に似ている。
羅針儀海図はペリプルスの正確な記述と概念的なTO図の装飾的イラストを組み合わせたものだった。海岸線は写実的に描かれており、当時の航海者はそれらを実際の航海に使っていた。
羅針儀海図は地球の丸さを考慮していない。そのため、周辺に何もない大洋を渡る際には役に立たない。その代わり、海岸線の特徴はよく捉えており、特に地中海、黒海、紅海といった狭い海域での航行には便利だった。

## 歴史
現存する最古の羅針儀海図は Carta Pisana と呼ばれるもので、1296年ごろのものとされている。また、地図製作者 Angelino Dulcert が1339年に製作した羅針儀海図がある。